# 9198 Sasagamine
9198 Sasagamine (1993 BJ3) là một tiểu hành tinh vành đai chính được phát hiện ngày 25 tháng 1 năm 1993 bởi T. Seki ở Geisei.